# Waigeum makrikii
Waigeum makrikii is een vlinder uit de familie van de Lycaenidae. De wetenschappelijke naam van de soort is voor het eerst geldig gepubliceerd in 1934 door Ribbe.